# Mickey Walker
Edward Patrick "Mickey" Walker, soprannominato "The Toy Bulldog" (Elizabeth, 13 luglio 1901 o 1903 – 28 aprile 1981), è stato un pugile statunitense.
Fu campione mondiale dei pesi welter e dei pesi medi.
La International Boxing Hall of Fame lo ha riconosciuto fra i più grandi pugili di ogni tempo.
Fu eletto Fighter of the year (pugile dell'anno) dalla rivista statunitense Ring Magazine nel 1927.
Match dichiarato Ring Magazine fight of the year:
- 1925 - Harry Greb W 15 Mickey Walker

Match dichiarati Ring Magazine upsets of the year:
- 1926 - Pete Latzo W 10 Mickey Walker
- 1931 - Mickey Walker D 15 Jack Sharkey

## Gli inizi
Professionista dal 1919.

## Carriera da professionista
Divenne campione mondiale dei welter nel 1922 sconfiggendo Jack Britton, mantenendo poi il titolo fino al 1926, quando fu battuto da Pete Latzo.
Nel 1925 tentò anche la conquista del titolo dei medi ma fu sconfitto ai punti in 15 riprese dal leggendario Harry Greb. Ci riuscì nel 1926 battendo  Tiger Flowers.
I due tentativi di conquistare il mondiale dei mediomassimi finirono invece con due sconfitte ai punti, anche se con due grandi campioni quali Tommy Loughran, nel 1929, e Maxie Rosenbloom, nel 1933.